# Хардман, Гарольд
Га́рольд Пейн Ха́рдман (англ. Harold Payne Hardman; 4 апреля 1882 — 9 июня 1965) — английский футболист и футбольный администратор.

## Футбольная карьера
Хардман родился в районе Ньютон-Хит, Манчестер. В школьном возрасте выступал за местные футбольные клубы, где его заметил скаут «Блэкпула», пригласивший его в клуб. 8 сентября 1900 года Хардман дебютировал за «Блэкпул» в матче против «Гейнсборо Тринити» на «Блумфилд Роуд». На протяжении трёх последующих лет он был игроком основного состава команды.
Хардман обычно выступал на позиции левого крайнего нападающего, но мог сыграть и на правом фланге. Он облагал высокой скоростью, мог обыграть своего соперника на фланге и делал много голевых передач, хотя сам забивал нечасто.
В 1903 году Хардман перешёл в «Эвертон» за £100. Он сыграл за «ирисок» в двух финалах Кубка Англии в 1906 и 1907 годах.
В 1908 году перешёл в «Манчестер Юнайтед». В том же году он сыграл за сборную Великобритании на Олимпийских играх и завоевал золотую медаль в составе сборной.
Впоследствии Хардман играл за «Брэдфорд Сити» и за «Сток».

### Карьера в сборной
Хардман провёл четыре матча за сборную Англии, забив один гол (в матче против Ирландии).

## После завершения карьеры игрока
После завершения футбольной карьеры Хардман стал футбольным администратором, а впоследствии и директором клуба «Манчестер Юнайтед». В 1951 году он стал председателем клуба и пробыл на этом посту до 1965 года; в течение его правления «Юнайтед» пережил мюнхенскую авиакатастрофу, а также трижды становился чемпионом Англии.
Именно Гарольд Хардман написал легендарную речь «Юнайтед движется дальше…», которая появилась в предматчевой программке накануне первого домашнего матча после трагедии.
Также работал солиситором в Манчестере, где он и умер в 1965 году в возрасте 83 лет.